# Kanyo Dzhambazov
Kanyo Dzhambazov (em búlgaro:  Къньо Джамбазов, 14 de maio de 1911 — data de morte desconhecido) foi um ciclista olímpico búlgaro. Representou sua nação em dois eventos nos Jogos Olímpicos de Verão de 1936.